# Harald Fissler
Harald Fissler (* 27. Januar 1925 in Bad Kreuznach; † 17. März 2013 in Idar-Oberstein) war ein deutscher Unternehmer.

## Leben
Fissler studierte Maschinenbau und übernahm 1952 als Vertreter der vierten Familiengeneration die Geschäftsführung der Fissler GmbH nach dem Ausscheiden seines Vetters Rudolf Fissler (1980) und dessen Sohns Ernst Rudolf Fissler (1987) als alleiniger Geschäftsführer. Er trug die Verantwortung für das Ressort Technik und war für zahlreiche Entwicklungen verantwortlich, so z. B. die Hartgrundierung von beschichteten Pfannen, die Emaillierung von Aluminiumgeräten sowie die Herstellungstechniken für hochwertige rostfreie Stahlgeräte. Er war unter anderem drei Jahrzehnte Vorstandsmitglied der deutschen und der europäischen Forschungsgesellschaft für Blechverarbeitung und Oberflächentechnik.
1995 gründete er die Harald-Fissler-Stiftung, die die Förderung der Erziehung, Volks- und Berufsbildung sowie von Kunst und Kultur, Heimatpflege und Denkmalpflege zum Stiftungszweck hat.
Er war mit Hilde Fissler, geb. Bohrer, verheiratet. Er hat zwei Kinder, Folkhart Fissler und Friederike Fissler-Pechtl.

## Auszeichnungen
- Bundesverdienstkreuz am Bande 1986
- Erich-Siebel-Gedenkmünze 1994[8]
- Bundesverdienstkreuz 1. Klasse 1995
- Goldene Ehrenmedaille des Kreises Birkenfeld 2008[9]
- Namensgeber der BBS Technik Harald-Fissler-Schule Idar-Oberstein 2010
- Ehrenbürger von Hoppstädten-Weiersbach
- Ehrenbürger von Idar-Oberstein
- Ehrenmitglied im Männergesangverein von Idar-Oberstein (seit 1973)